# Zhang Ping
Zhang Ping, född 23 mars 1982 i Tianjin, är en kinesisk volleybollspelare. Hon blev olympisk guldmedaljör i volleyboll vid sommarspelen 2004 i Aten.